# 関東学生ボウリング連盟
関東学生ボウリング連盟は、大学におけるボウリング部及びボウリングサークルの活動団体である。全日本学生ボウリング連合傘下。

## 概要
関東地域に本部を置く大学のボウリング部やボウリングサークルが加盟する団体である。メインの活動は、リーグ戦や選手権大会である。

## 加盟校
- 亜細亜大学
- 学習院大学
- 慶應義塾大学
- 駒澤大学
- 専修大学
- 千葉商科大学
- 中央大学
- 東海大学
- 東京大学
- 東京工科大学
- 東京工業大学
- 東京国際大学
- 東京電機大学
- 獨協大学
- 新潟大学
- 日本大学
- 日本女子体育大学
- 明治大学
- 明治学院大学
- 早稲田大学